# Йитс, Майкл
Майкл Батлер Йитс (ирл. Michael Butler Yeats, 22 августа 1921, Thame, Оксфордшир, Великобритания — 3 января 2007) — ирландский политик, председатель Сената Ирландии (1969—1973).

## Биография
Родился в семье сенатора Уильяма Батлера Йитса.
Окончил Тринити-колледж в Дублине и был офицером в исторических.
В 1951—1954 гг. и в 1961—1981 гг. — сенатор,
в 1969—1973 гг. — председатель Сената Ирландии.
В 1973—1979 гг. — член Европарламента. 